# Карсонвілл (Мічиган)
Карсонвілл (англ. Carsonville) — селище (англ. village) в США, в окрузі Сенілак штату Мічиган. Населення — 465 осіб (2020).

## Географія
Карсонвілл розташований за координатами 43°25′33″ пн. ш. 82°40′23″ зх. д. / 43.42583° пн. ш. 82.67306° зх. д. (43.425842, -82.672982).  За даними Бюро перепису населення США в 2010 році селище мало площу 2,94 км², уся площа — суходіл.

## Демографія
Згідно з переписом 2010 року, у селищі мешкало 527 осіб у 195 домогосподарствах у складі 134 родин. Густота населення становила 179 осіб/км².  Було 224 помешкання (76/км²).
Расовий склад населення:
| - 94,7 % — білих - 0,6 % — азіатів - 0,2 % — корінних американців - 0,2 % — чорних або афроамериканців - 1,1 % — осіб інших рас |

До двох чи більше рас належало 3,2 %. Частка іспаномовних становила 4,7 % від усіх жителів.
За віковим діапазоном населення розподілялося таким чином: 28,7 % — особи молодші 18 років, 61,1 % — особи у віці 18—64 років, 10,2 % — особи у віці 65 років та старші. Медіана віку мешканця становила 35,6 року. На 100 осіб жіночої статі у селищі припадало 86,2 чоловіків;  на 100 жінок у віці від 18 років та старших — 87,1 чоловіків також старших 18 років.
Середній дохід на одне домашнє господарство  становив 33 555 доларів США (медіана — 24 922), а середній дохід на одну сім'ю — 40 334 долари (медіана — 30 893). Медіана доходів становила 30 714 долари для чоловіків та 26 250 доларів для жінок. За межею бідності перебувало 36,6 % осіб, у тому числі 50,0 % дітей у віці до 18 років та 20,5 % осіб у віці 65 років та старших.
Цивільне працевлаштоване населення становило 166 осіб. Основні галузі зайнятості: роздрібна торгівля — 27,1 %, виробництво — 17,5 %, освіта, охорона здоров'я та соціальна допомога — 16,9 %.